# Naturfreundehaus Heidenbrunnertal
Das Naturfreundehaus Heidenbrunnertal – alternativ Naturfreundehaus Neustadt genannt – ist eine bewirtschaftete Hütte im Pfälzerwald. Es ist zugleich als Wohnplatz ausgewiesen.

## Lage
Das Naturfreundehaus liegt im Westen der Waldgemarkung der kreisfreien Stadt Neustadt an der Weinstraße im namensgebenden Heidenbrunnertal in unmittelbarer Nähe des Heidenbrunnertalbach. Zwei Kilometer weiter östlich befindet sich der Westrand des Stadtviertels Schöntal. Das Haus entstand Anfang des 20. Jahrhunderts.
Im näheren Einzugsgebiet des Wohnplatzes liegen mehrere Berge wie unmittelbar südlich der Königsberg, der Kaisergarten im Norden, die Platte im Südwesten. Weiter südlich erstreckt sich das Kaltenbrunner Tal.
Das Naturfreundehaus liegt an einem mit einem blau-roten Balken gekennzeichneten Wanderweg, der von Kirchheimbolanden bis nach Pirmasens führt sowie an der Nordroute der Pfälzer Jakobswege.

## Betrieb
Das Haus ist Mittwoch bis Sonntag geöffnet. Es existieren insgesamt fünf Zweibettzimmer und drei Vierbettzimmer mit jeweils fließend Warm- und Kaltwasser sowie drei Fünfbettzimmer ohne Wasserzugang.